# Peter Wilhelm Hensler
Peter Wilhelm Hensler (* 14. Februar 1742 in Preetz; † 29. Juli 1779 in Hamburg) war ein deutscher Jurist und Schriftsteller.

## Leben
Peter Wilhelm Hensler war der jüngste Sohn von Friedrich Hensler und dessen Gattin Margarete Elisabeth, geborene Wedderkop. Sein Vater predigte am Kloster Preetz, starb aber bereits kurz nach der Geburt des Sohnes. Daraufhin zog seine Mutter zurück zu ihren Eltern nach Oldenswort, wo ihr Vater Matthias Gabriel Wedderkop (1685–1749), ein Sohn des Gabriel Wedderkop, Pastor war.
Peter Wilhelm Hensler besuchte von 1759 bis 1760 das Christianeum und nahm im April 1760 ein Studium der Rechtswissenschaften an der Universität Göttingen auf. Von 1761 bis 1763 studierte er an der Universität Kiel. Nach einer Tätigkeit bei Hans zu Rantzau wechselte er zu einem Steueramt in Altona. Hier lebte er in einem Haus gemeinsam mit Johann Friedrich Struensee.
Hensler arbeitete anschließend für kurze Zeit als Sekretär des Geheimen Rats von Levetzow in Reinfeld und zog 1766 nach Stade. Hier arbeitete er als Advokat und übernahm nach einigen Jahren das Amt des Landsyndicus der Stände des Bremer Herzogtums.
1779 besuchte Hensler in schwerkrankem Zustand seinen älteren Bruder, den Arzt Philipp Gabriel Hensler, in Altona und verstarb während des Aufenthalts in Hamburg.
Hensler war seit 1772 mit Johanna Dorothea Wilhelmina Alberti, einer Tochter von Julius Gustav Alberti, verheiratet. Aus der Ehe stammen der Sohn Gustav August Wilhelm Richard Hensler (genannt Gustav Wilhelm oder nur Wilhelm; 1772–1835; französischer Oberst)  sowie die Töchter Charlotte Hensler (1776–1850), verheiratet mit Postrat Carl Philipp Heinrich Pistor, und Wilhelmine Hensler (1777–1851), verheiratet mit Kriegsrat Carl Alberti. Henslers Witwe heiratete vier Jahre nach seinem Tod den Kapellmeister Johann Friedrich Reichardt.

## Werke
Hensler war insbesondere als Epigrammatiker hoch angesehen. Seine Schriften erschienen im Musealalmanach und in der Poetischen Blumenlese, beide herausgegeben von Heinrich Christian Boie. Darüber hinaus sind sie im Göttinger Musenalmanach von Johann Heinrich Voß zu finden. 1776 schrieb Hensler das einaktige Schauspiel mit dem Titel Lorenz Konau. Dieses beschäftigt sich mit Goethes Roman Die Leiden des jungen Werthers und handelt von einem Buchbinder, der beklagt, dass seine Tochter aufgrund des Romans „gefühlsselig“ geworden sei. Hensler stellte sich damit gegen das nach der Romanveröffentlichung weitverbreitete „Werther-Fieber“ und die damit verbundenen empfindsamen Schwärmereien, die aus seiner Sicht pragmatischer Ethik widersprachen.
Die Gedichte wurden posthum durch Philipp Gabriel Hensler und Johann Heinrich Voß veröffentlicht.